# يسبر إيفال
يسبر إيفال (بالدنماركية: Jesper Ewald)‏ هو صحفي ومترجم وشاعر دنماركي، ولد في 24 ديسمبر 1893 في Vordingborg ‏ في الدنمارك، وتوفي في 30 أغسطس 1969 في كوبنهاغن في الدنمارك.